# Rex Orange County
Alexander O'Connor (född 4 maj 1998 i byn Grayshott, Hampshire, England) är en engelsk sångare, musiker och låtskrivare mest känd under namnet Rex Orange County. O'Connor har släppt tre studioalbum: Bcos U Will Never B Free (2015), Apricot Princess (2017) och Pony (2019) samt ett livealbum: Live at Radio City Music Hall (2020). Den 11 mars 2022 släppte O'Connor sitt fjärde studioalbum under titeln Who Cares? tillsammans med den nederländska musikern Benny Sings.

## Biografi
Alexander O'Connors intresse för musik började tidigt. Han fick sitt första trumset redan som 6-åring, och innan dess hade han tagit pianolektioner och deltagit i en kör. O'Connor har studerat på den prestigefyllda musikskolan BRIT School for Performing Arts i London, där bland annat Adele och Amy Winehouse även har studerat.
År 2017 medverkade Rex Orange County i två låtar på den amerikanska rapparen Tyler, The Creators album Flower Boy. I mars 2022 släppte Rex singeln Open a Window där Tyler, The Creator istället medverkade på O'Connors låt.
År 2020 släppte O'Connor en dokumentär, Funny How Things Go From One Thing To Another, i samband med sitt första livealbum.

## Diskografi

### Studioalbum
- 2015 – Bcos U Will Never B Free
- 2017 – Apricot Princess
- 2019 – Pony
- 2022 – Who Cares?

### Singlar
- 2015 – Japan
- 2016 – Uno
- 2017 – Best Friend
- 2017 – Sunflower
- 2017 – Untitled
- 2017 – Never Enough
- 2017 – Loving is Easy
- 2018 – You've got a Friend in Me
- 2019 – New House
- 2019 – 10/10
- 2019 – Pluto Projector
- 2019 – Face to Face
- 2022 – Keep it up
- 2022 – Amazing
- 2022 – Open a Window